# اسپوتنیک (سوچی)
اسپوتنیک (به روسی: Спутник) محدوده گردشگری در غرب شهر سوچی در روسیه قرار دارد. اسپوتنیک دارای هتل‌ها و رستوران‌های متعددی است.

## جاذبه‌های توریستی
- مکان یادبود پلیانا ویستوسکی
- دریاچه کوه آخون
- کوه آخون
- سینما اسپوتنیک
- دره آگورآ
- آبشار آگورآ
- خانه ییلاقی استالین